# Copa Korać 2001-02
La Copa Korać 2001-02 fue la trigésima primera edición y última de la Copa Korać, competición creada por la FIBA para equipos europeos que no disputaran ni la Copa de Europa ni la Recopa. Participaron 67 equipos, veintiuno menos que en la penúltima edición. El campeón fue el equipo francés del Nancy, que lograba su primer título, derrotando en la final al conjunto ruso del Lokomotiv Rostov.

## Primera ronda eliminatoria
| Equipo 1          | Agr.    | Equipo 2                  | Ida    | Vuelta |
| ----------------- | ------- | ------------------------- | ------ | ------ |
| Kaposvári         | 170–138 | Triglav Osiguranje Rijeka | 90–73  | 80–65  |
| WTC San Marino    | 78–244  | Geoplin Slovan            | 47–121 | 31–123 |
| Garmon San Marino | 119–168 | Wörthersee Piraten        | 54–76  | 65–92  |

## Segunda ronda eliminatoria
| Equipo 1                  | Agr.    | Equipo 2                  | Ida    | Vuelta |
| ------------------------- | ------- | ------------------------- | ------ | ------ |
| Wörthersee Piraten        | 141–186 | Müller Verona             | 59–103 | 82–83  |
| Feal Široki               | 155–172 | Maroussi Telestet         | 94–85  | 61–87  |
| Oliveirense               | 143–152 | Élan Chalon               | 76–73  | 67–79  |
| Euphony Liège             | 136–171 | Racing Paris              | 62–83  | 74–88  |
| Maccabi Brinkford Tbilisi | 155–286 | Avtodor Saratov           | 91–141 | 64–145 |
| Amicale                   | 118–222 | Porto                     | 65–109 | 53–113 |
| Montan Bears Kapfenberg   | 124–152 | Hemofarm                  | 56–66  | 58–86  |
| Apollon Limassol          | 136–164 | PAOK                      | 65–69  | 71–95  |
| EvrAz                     | 148–140 | Fenerbahçe                | 71–62  | 77–78  |
| Kaposvári                 | 189–179 | Hoop Blachy Pruszyński    | 96–81  | 93–98  |
| Sparta Praha              | 151–213 | Pivovarna Laško           | 86–111 | 65–102 |
| Etzella                   | 105–227 | Dijon                     | 40–118 | 65–109 |
| Opava                     | 180–154 | Zagreb                    | 96–72  | 84–82  |
| AEK Larnaca               | 138–165 | Maccabi Ironi Ramat Gan   | 77–87  | 61–78  |
| Lukoil Academic           | 129–141 | Khimki                    | 74–76  | 55–65  |
| Geoplin Slovan            | 172–131 | Zrinjevac                 | 87–64  | 85–67  |
| Madeira                   | 155–162 | Fórum Valladolid          | 85–84  | 70–78  |
| Stretch-Top Bingoal Bree  | 167–176 | Jabones Pardo Fuenlabrada | 77–92  | 90–84  |
| Telindus Mons             | 188–179 | HERZOGtel Trier           | 87–87  | 101–92 |
| Debreceni Vadkakasok      | 159–173 | Mlekarna Kunin            | 81–95  | 78–78  |
| EiffelTowers Nijmegen     | 143–168 | WATCO                     | 60–80  | 83–88  |
| Zdravlje                  | 158–161 | Beşiktaş                  | 88–77  | 70–84  |
| Racing Club               | 116–220 | Bayer Giants Leverkusen   | 70–111 | 46–109 |
| APOEL                     | 142–168 | Maccabi Ness Ra'anana     | 70–84  | 72–84  |
| AEL                       | 40–0    | Euro Roseto               | 20–0   | 20–0   |
| StadtSport Braunschweig   | 154–196 | Nancy                     | 74–93  | 80–103 |
| Avitos Gießen             | 168–170 | Ovarense Aerosoles        | 90–85  | 78–85  |
| BVV ŽS Brno               | 144–208 | Prokom Trefl Sopot        | 84–103 | 60–105 |
| West Petrom Arad          | 112–209 | Lokomotiv Rostov          | 65–105 | 47–107 |
| Zenica Celik              | 117–131 | Büyük Kolej               | 54–68  | 63–63  |
| Contern                   | 150–206 | Süba Sankt Pölten         | 68–112 | 82–94  |
| Atomerőmű                 | 175–135 | DONA Dubrava              | 89–68  | 86–67  |

## Fase de grupos
|  | Clasificados para la siguiente ronda |  | Eliminados |

|   | Equipo                    | Ptd | Pts | G | P | PF  | PC  |
| - | ------------------------- | --- | --- | - | - | --- | --- |
| 1 | Jabones Pardo Fuenlabrada | 6   | 9   | 3 | 3 | 501 | 465 |
| 2 | Bayer Giants Leverkusen   | 6   | 9   | 3 | 3 | 458 | 445 |
| 3 | Telindus Mons             | 6   | 9   | 3 | 3 | 454 | 479 |
| 4 | Élan Chalon               | 6   | 9   | 3 | 3 | 431 | 455 |

|   | Equipo        | Ptd | Pts | G | P | PF  | PC  |
| - | ------------- | --- | --- | - | - | --- | --- |
| 1 | Nancy         | 6   | 11  | 5 | 1 | 555 | 511 |
| 2 | Porto         | 6   | 9   | 3 | 3 | 547 | 578 |
| 3 | Müller Verona | 6   | 8   | 2 | 4 | 521 | 520 |
| 4 | WATCO         | 6   | 8   | 2 | 4 | 486 | 500 |

|   | Equipo             | Ptd | Pts | G | P | PF  | PC  |
| - | ------------------ | --- | --- | - | - | --- | --- |
| 1 | Maroussi Telestet  | 6   | 11  | 5 | 1 | 464 | 468 |
| 2 | Dijon              | 6   | 9   | 3 | 3 | 486 | 453 |
| 3 | Ovarense Aerosoles | 6   | 8   | 2 | 4 | 447 | 463 |
| 4 | Fórum Valladolid   | 6   | 8   | 2 | 4 | 451 | 464 |

|   | Equipo                | Ptd | Pts | G | P | PF  | PC  |
| - | --------------------- | --- | --- | - | - | --- | --- |
| 1 | Maccabi Ness Ra'anana | 6   | 10  | 4 | 2 | 398 | 344 |
| 2 | Hemofarm              | 6   | 9   | 3 | 3 | 436 | 452 |
| 3 | Racing Paris          | 6   | 9   | 3 | 3 | 378 | 388 |
| 4 | Beşiktaş              | 6   | 8   | 2 | 4 | 463 | 488 |

|   | Equipo                  | Ptd | Pts | G | P | PF  | PC  |
| - | ----------------------- | --- | --- | - | - | --- | --- |
| 1 | Lokomotiv Rostov        | 6   | 11  | 5 | 1 | 549 | 438 |
| 2 | Maccabi Ironi Ramat Gan | 6   | 10  | 4 | 2 | 468 | 474 |
| 3 | PAOK                    | 6   | 9   | 3 | 3 | 464 | 444 |
| 4 | AEL                     | 6   | 6   | 0 | 6 | 475 | 600 |

|   | Equipo      | Ptd | Pts | G | P | PF  | PC  |
| - | ----------- | --- | --- | - | - | --- | --- |
| 1 | Opava       | 6   | 11  | 5 | 1 | 560 | 510 |
| 2 | Atomerőmű   | 6   | 10  | 4 | 2 | 513 | 489 |
| 3 | Khimki      | 6   | 9   | 3 | 3 | 530 | 525 |
| 4 | Büyük Kolej | 6   | 6   | 0 | 6 | 459 | 538 |

|   | Equipo             | Ptd | Pts | G | P | PF  | PC  |
| - | ------------------ | --- | --- | - | - | --- | --- |
| 1 | Prokom Trefl Sopot | 6   | 11  | 5 | 1 | 569 | 495 |
| 2 | Pivovarna Laško    | 6   | 10  | 4 | 2 | 555 | 514 |
| 3 | Mlekarna Kunin     | 6   | 9   | 3 | 3 | 560 | 565 |
| 4 | EvrAz              | 6   | 6   | 0 | 6 | 467 | 577 |

|   | Equipo            | Ptd | Pts | G | P | PF  | PC  |
| - | ----------------- | --- | --- | - | - | --- | --- |
| 1 | Avtodor Saratov   | 6   | 10  | 4 | 2 | 564 | 487 |
| 2 | Kaposvári         | 6   | 10  | 4 | 2 | 531 | 483 |
| 3 | Geoplin Slovan    | 6   | 10  | 4 | 2 | 478 | 466 |
| 4 | Süba Sankt Pölten | 6   | 6   | 0 | 6 | 460 | 597 |

## Octavos de final
| Equipo 1                | Agr.    | Equipo 2                  | Ida   | Vuelta |
| ----------------------- | ------- | ------------------------- | ----- | ------ |
| Bayer Giants Leverkusen | 182-184 | Nancy                     | 87–80 | 95–104 |
| Porto                   | 156-186 | Jabones Pardo Fuenlabrada | 85–85 | 71–101 |
| Dijon                   | 135-134 | Maccabi Ness Ra'anana     | 71–66 | 64–68  |
| Hemofarm                | 140-156 | Maroussi Telestet         | 69–71 | 71–85  |
| Maccabi Ironi Ramat Gan | 155-144 | Opava                     | 86–64 | 69–80  |
| Atomerőmű               | 177-182 | Lokomotiv Rostov          | 88–90 | 89–92  |
| Pivovarna Laško         | 177-166 | Avtodor Saratov           | 96–74 | 81–92  |
| Kaposvári               | 173-186 | Prokom Trefl Sopot        | 78–88 | 95–98  |

## Cuartos de final
| Equipo 1                  | Agr.    | Equipo 2           | Ida   | Vuelta |
| ------------------------- | ------- | ------------------ | ----- | ------ |
| Nancy                     | 161–151 | Dijon              | 95–72 | 66–79  |
| Jabones Pardo Fuenlabrada | 147–155 | Maroussi Telestet  | 84–82 | 63–73  |
| Maccabi Ironi Ramat Gan   | 123–143 | Pivovarna Laško    | 58–68 | 65–75  |
| Lokomotiv Rostov          | 180–140 | Prokom Trefl Sopot | 74–87 | 93–66  |

## Semifinales
| Equipo 1          | Agr.    | Equipo 2         | Ida   | Vuelta |
| ----------------- | ------- | ---------------- | ----- | ------ |
| Maroussi Telestet | 158–161 | Lokomotiv Rostov | 91–86 | 67–75  |
| Nancy             | 172–152 | Pivovarna Laško  | 89–58 | 83–94  |

## Final
| Equipo 1 | Agr.    | Equipo 2         | Ida   | Vuelta |
| -------- | ------- | ---------------- | ----- | ------ |
| Nancy    | 172–167 | Lokomotiv Rostov | 98–72 | 74–95  |

| Campeón de la Copa Korać 2001-02 |
| -------------------------------- |
| Nancy Primer título              |